# San Cesario di Lecce
San Cesario di Lecce es una localidad italiana de la provincia de Lecce, región de Puglia, con 8.162 habitantes.

## Evolución demográfica
| Gráfica de evolución demográfica de San Cesario di Lecce entre 1861 y 2001 |
|                                                                            |
| Fuente ISTAT - elaboración gráfica de Wikipedia                            |